# لشکرکشی کرسی
لشکرکشی کرسی (انگلیسی: Crécy campaign) مجموعه‌ای از چووشی (تازش سواره‌نظام) در مقیاس وسیع بود که توسط پادشاهی انگلستان در سراسر شمال فرانسه به سال ۱۳۴۶ انجام شد و در نبرد کرسی به اوج رسید